# Chrysispa acanthina
Chrysispa acanthina es un coleóptero de la familia Chrysomelidae.
Fue descrita científicamente en 1850 por Reiche.